# Lonnie Shelton
Lonnie Jewel Shelton (ur. 19 października 1955 w Bakersfield, zm. 8 lipca 2018 w Westminster) – amerykański koszykarz, skrzydłowy, mistrz NBA, uczestnik NBA All-Star Game, wybrany do drugiego składu najlepszych obrońców NBA.

## Osiągnięcia
NBA
- Mistrz NBA (1979)[2]
- Uczestnik meczu gwiazd NBA (1982)[3]
- Wybrany do składu II składu defensywnego NBA (1982)[4]